# Канчуга
Канчу̀га (на полски: Kańczuga) е град в Югоизточна Полша, Подкарпатско войводство, Пшеворски окръг. Административен център е на градско-селската Канчугска община. Заема площ от 7,60 км2.

## Население
Според данни от полската Централна статистическа служба, към 1 януари 2014 г. населението на града възлиза на 3 236 души. Гъстотата е 426 души/км2.